# Виндзорские красавицы
Виндзорские красавицы — знаменитая коллекция живописи английского художника Питера Лели, написанная им в начале-середине 1660 годов.
Первоначально коллекция размещалась в спальне Королевы в Виндзорском замке (отсюда и возникло название коллекции). В настоящее время коллекцию можно увидеть в Хэмптон-Корт.

## Портреты
Королевская коллекция включает в себя 10 портретов, составляющих единую серию. На них представлены молодые женщины в 3/4 роста в разных позах. Одни одеты по тогдашней моде, другие задрапированы в свободные одежды, напоминающие классическую античность.
Первоначально картины заказаны Анной Хайд, герцогиней Йоркской. Первое упоминание о картинах принадлежит Сэмюэлю Пипсу, который упомянул их в своем дневнике как висевшие в «комнате герцога Йоркского» в 1668 году. В описи 1674 года они представлены в герцогских комнатах Сент-Джеймсского дворца, а к 1688 году они переехали в Виндзорский замок. В июне 1835 года картины были перевезены в Хэмптон-Корт.

## Список «красавиц»
- Фрэнсис Стюарт, герцогиня Ричмонд и Леннокс (1647—1702)[4][5]
- Элизабет Гамильтон, графиня де Грамонт (1640—1708)[4][5]
- Джейн Нидэм, миссис Миддлтон (1646—1692)[4][5]
- Маргарет Брук, леди Дэнем[англ.] (1647—1667), в печатных источниках упоминается как Элизабет[4][5]
- Фрэнсис Брук[англ.], леди Уитмор (1640—1690)[4][5]
- Мэри Бэгот[англ.], графиня Фалмут[англ.] и Дорсет (1645—1679)[4][5]
- Генриетта Бойл[англ.], графиня Рочестер (1646—1687)[4][5]
- Барбара Вильерс, 1-я герцогиня Кливлендская (1640—1709)[4][5]
- Анна Дигби[англ.], графиня Сандерленд (урождённая Дигби, 1646—1715)[4][5]
- Элизабет Райэссли[англ.], графиня Нортумберлен (1646—1690)[4][5]
- Эмилия Нассау[4], графиня Оссори (1635—1688) (Мелвилл отвергает это имя, поскольку ранее таким же именем был назван портрет леди Фалмут)[5]
- Генриетта Стюарт, герцогиня Орлеанская (1644—1670)[5]

## Галерея

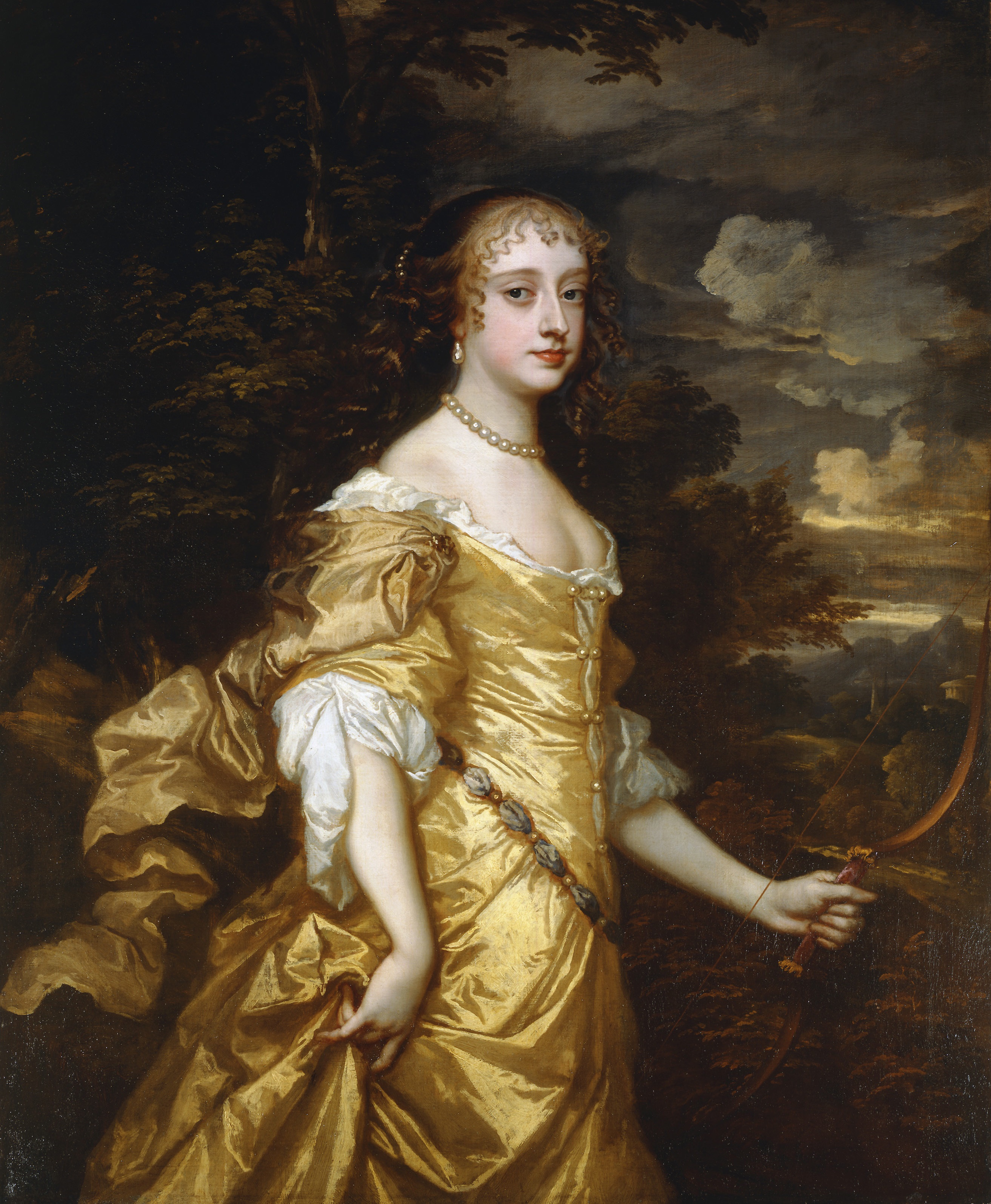
Фрэнсис Стюарт, герцогиня Ричмонд, до 1662 года, как Диана
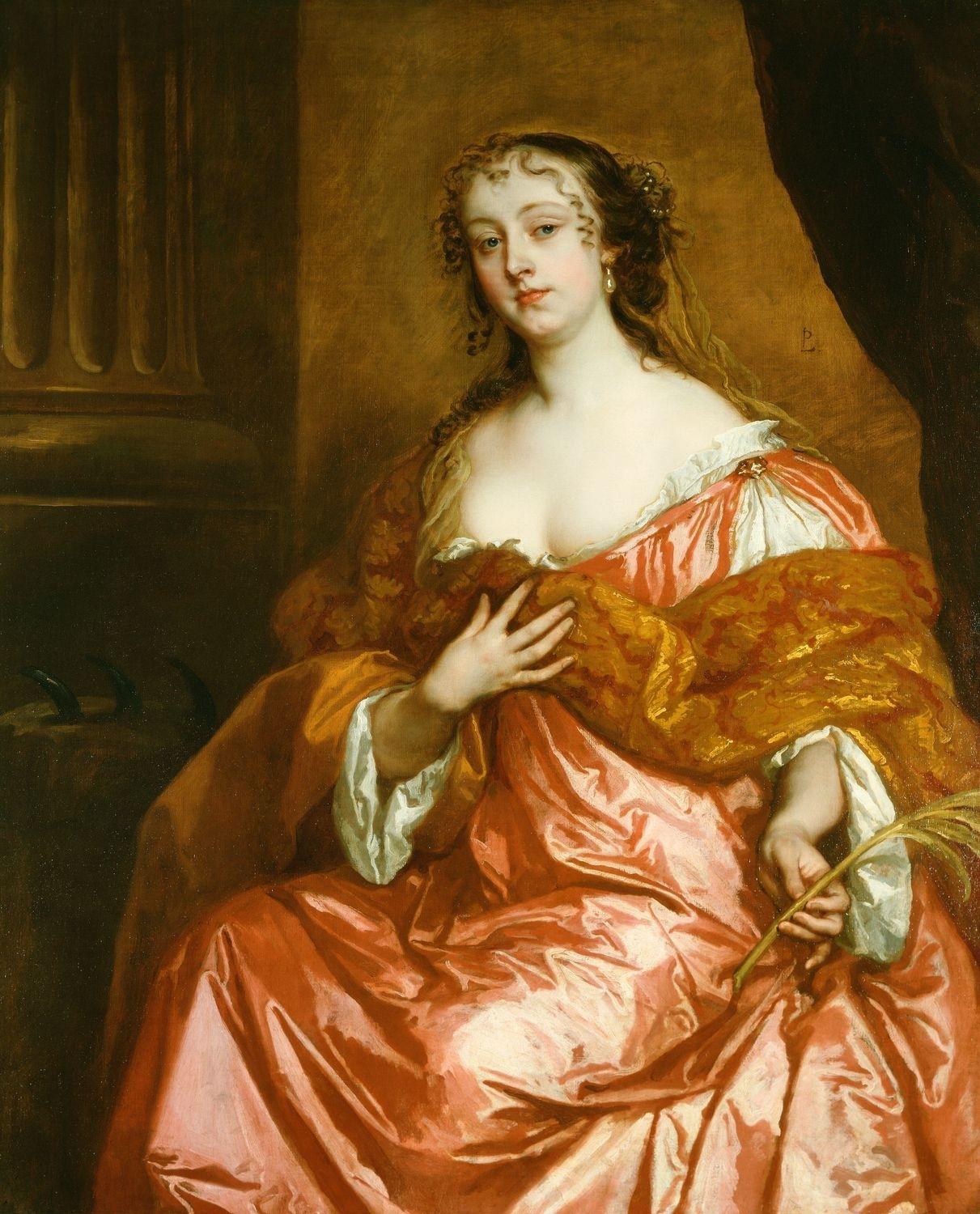
Елизавета Гамильтон, графиня де Грамон, ок. 1663 года
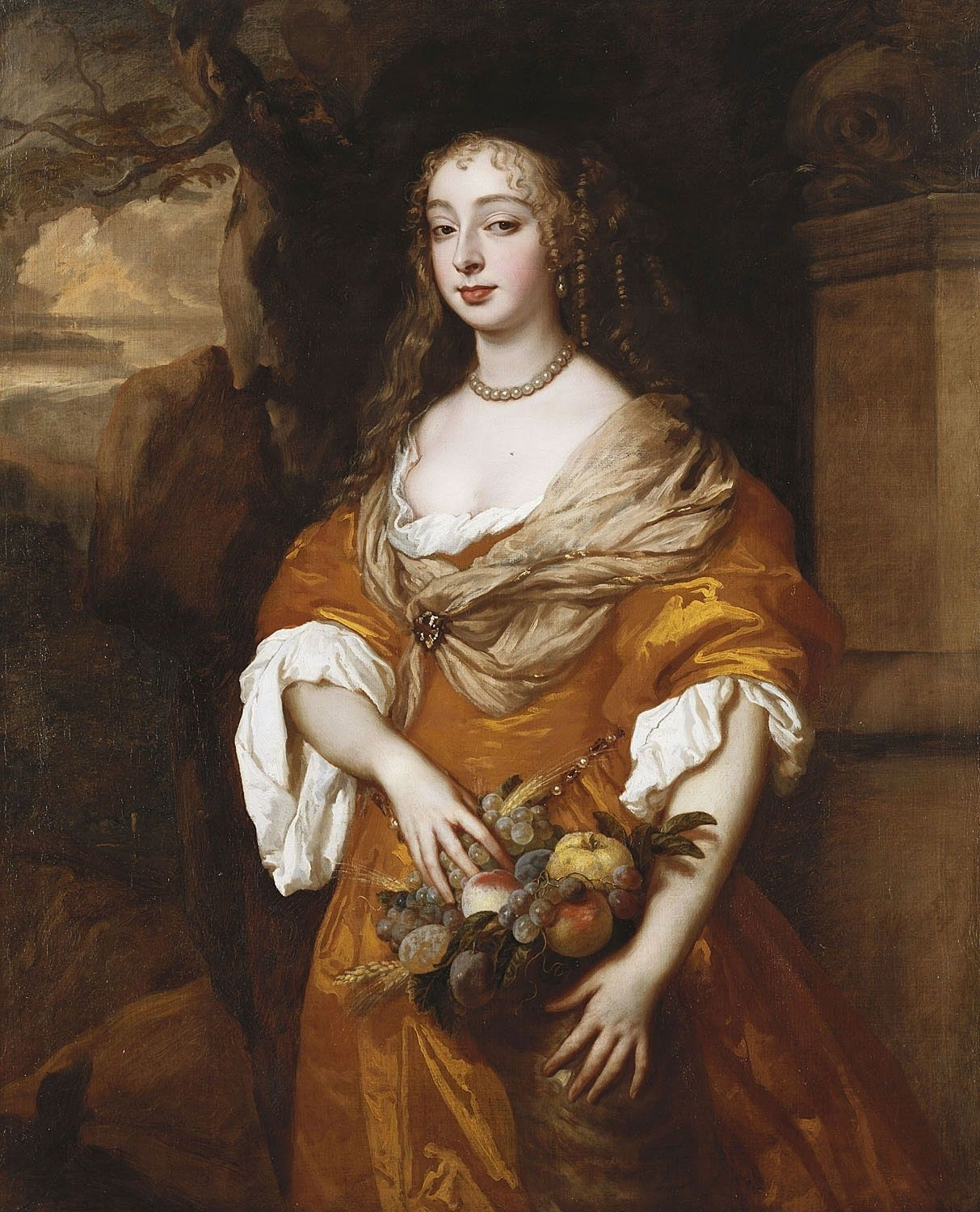
Джейн Миддлтон, ок. 1663 года
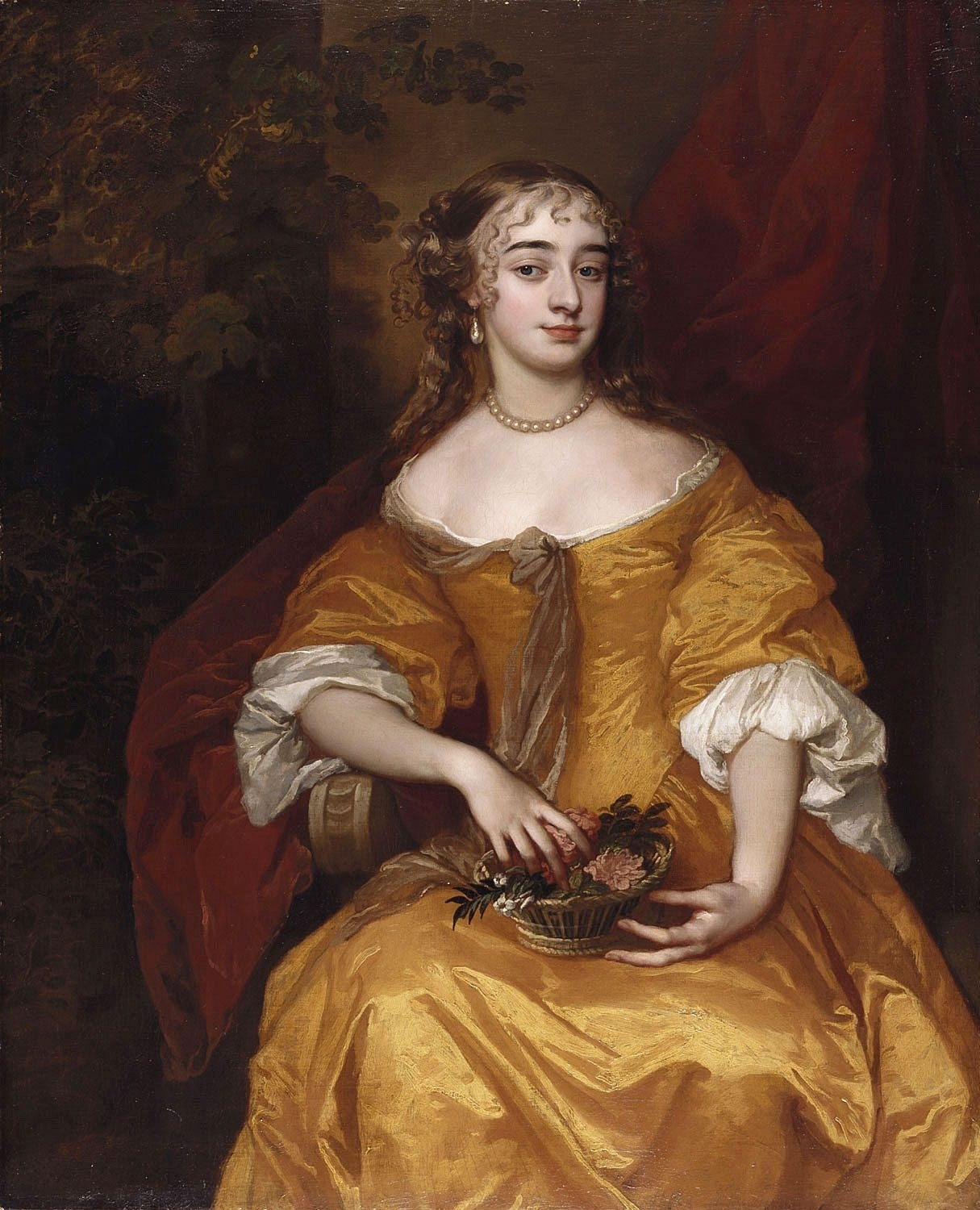
Margaret Brooke, Lady Denham, ca. 1663—1665
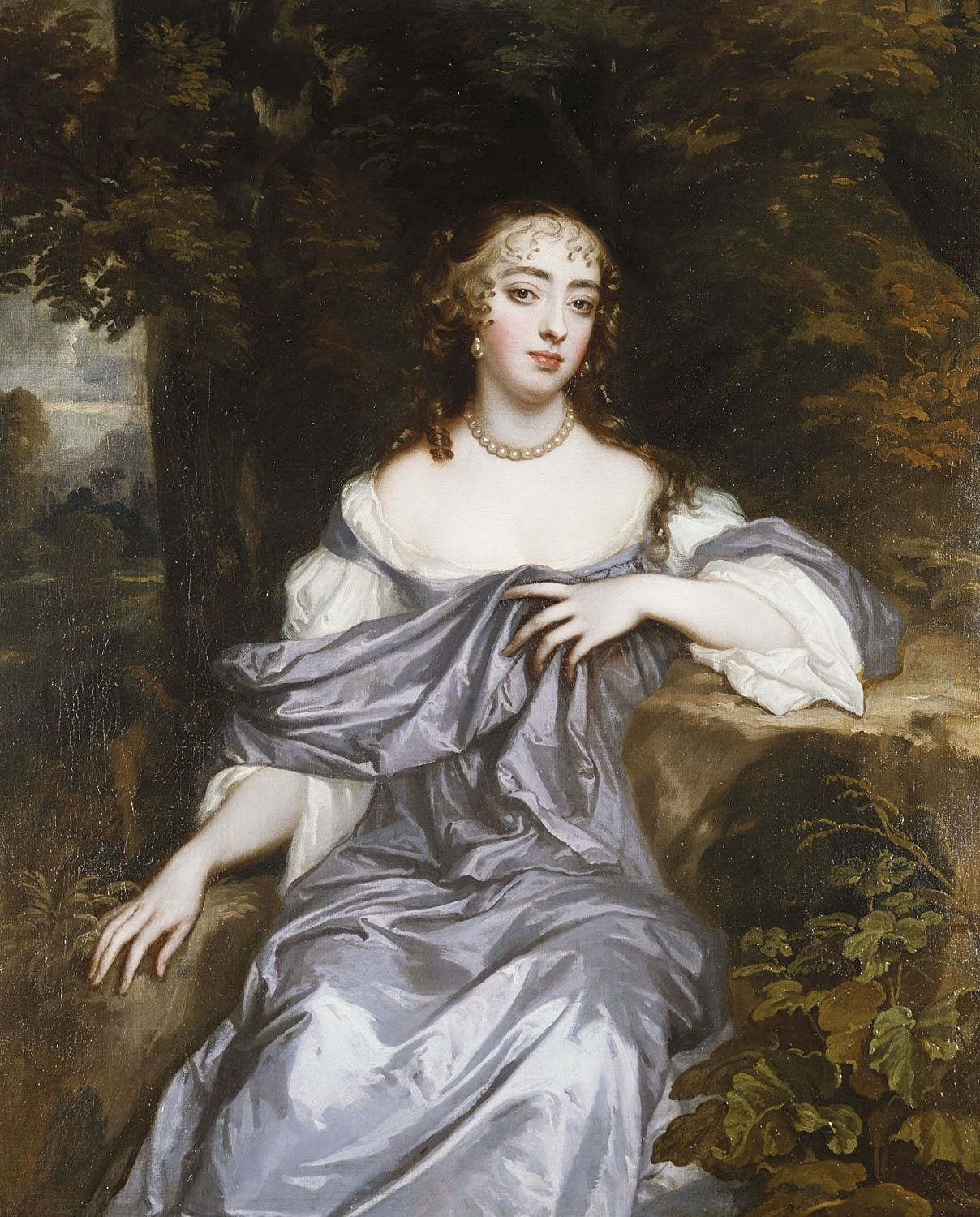
Frances Brooke, Lady Whitmore, ca. 1665
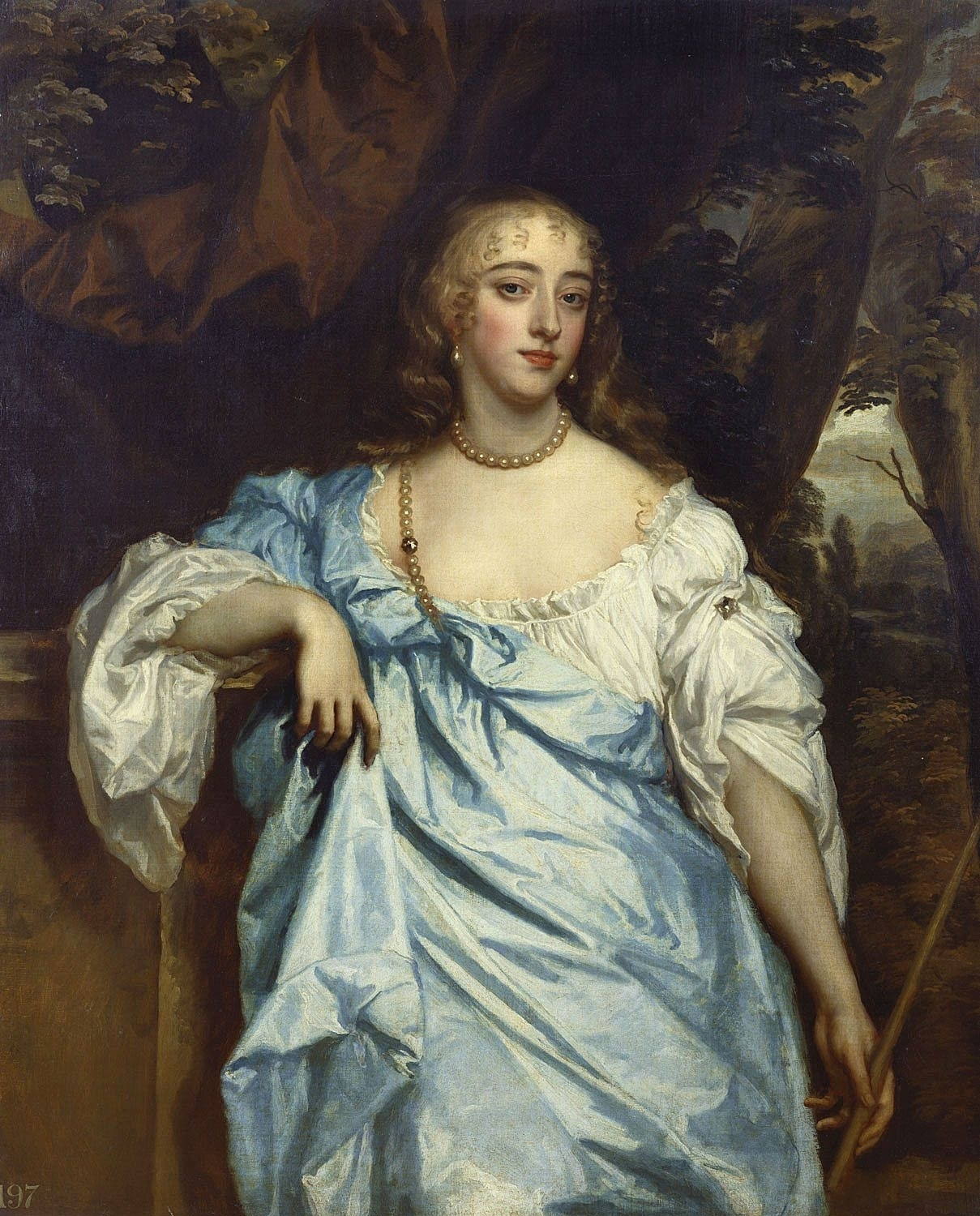
Mary Bagot, Countess of Falmouth and Dorset, ca. 1664-65
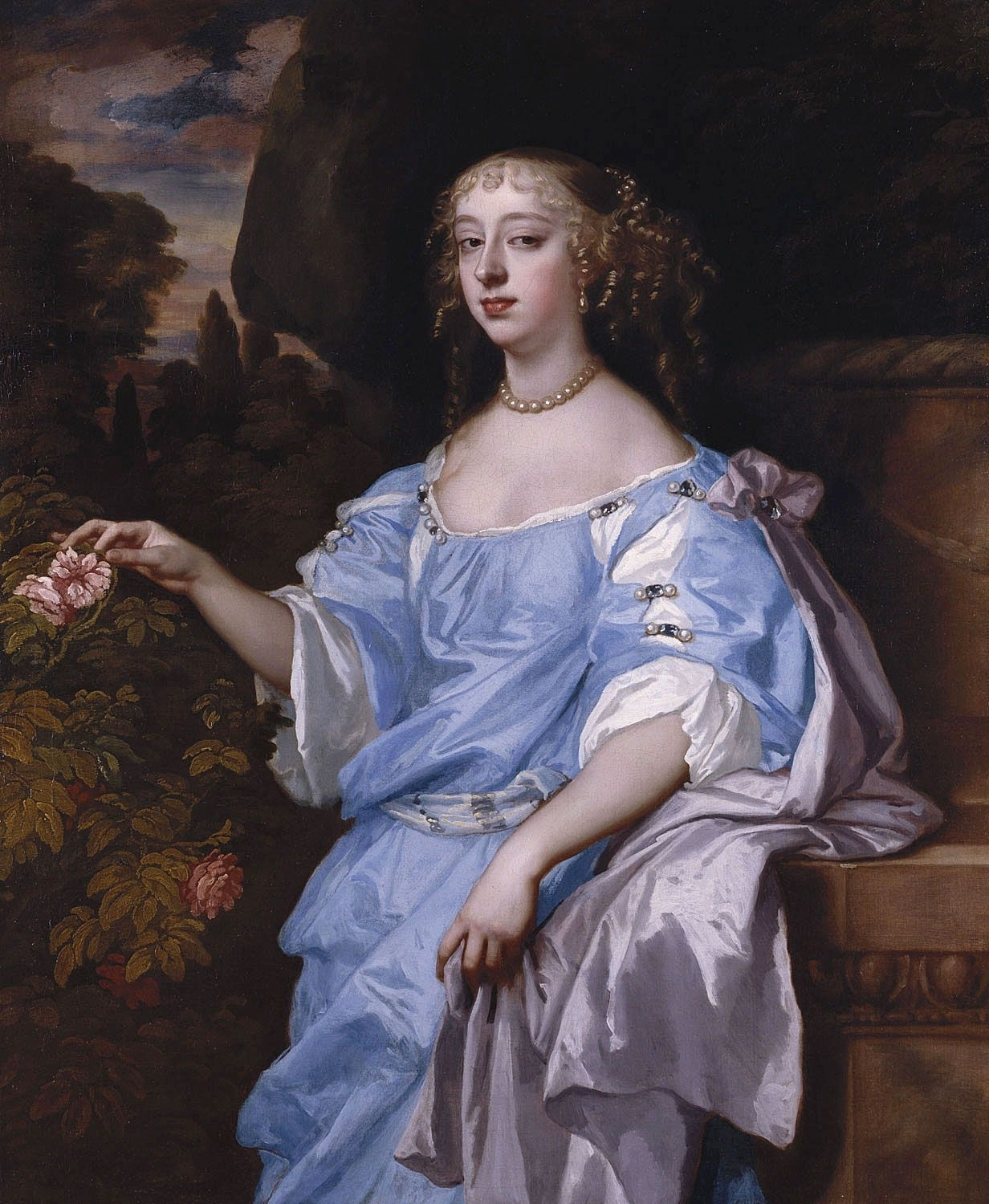
Henrietta Boyle, Countess of Rochester, ca. 1665
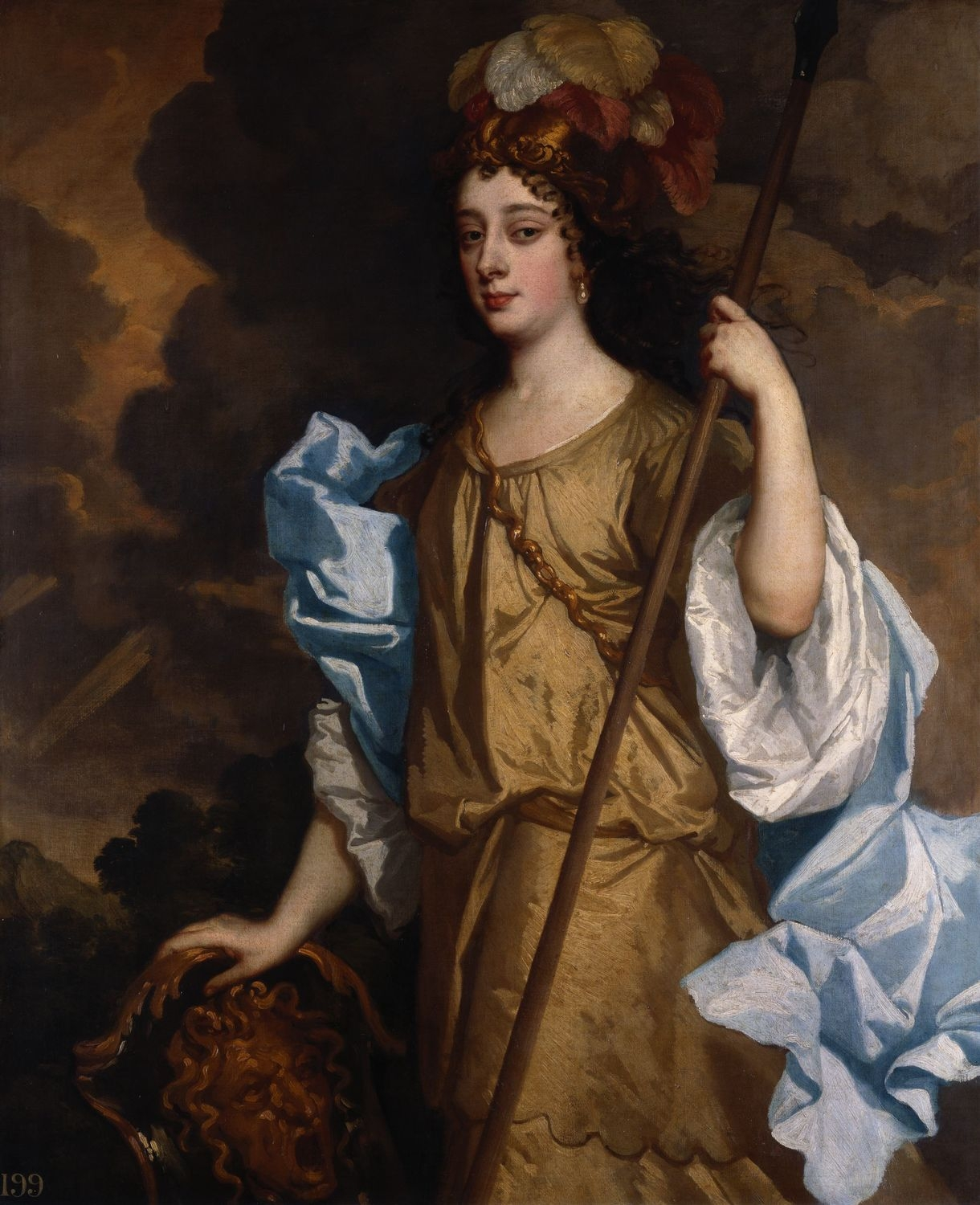
Barbara Villiers, Duchess of Cleveland, ca. 1665, as Minerva.
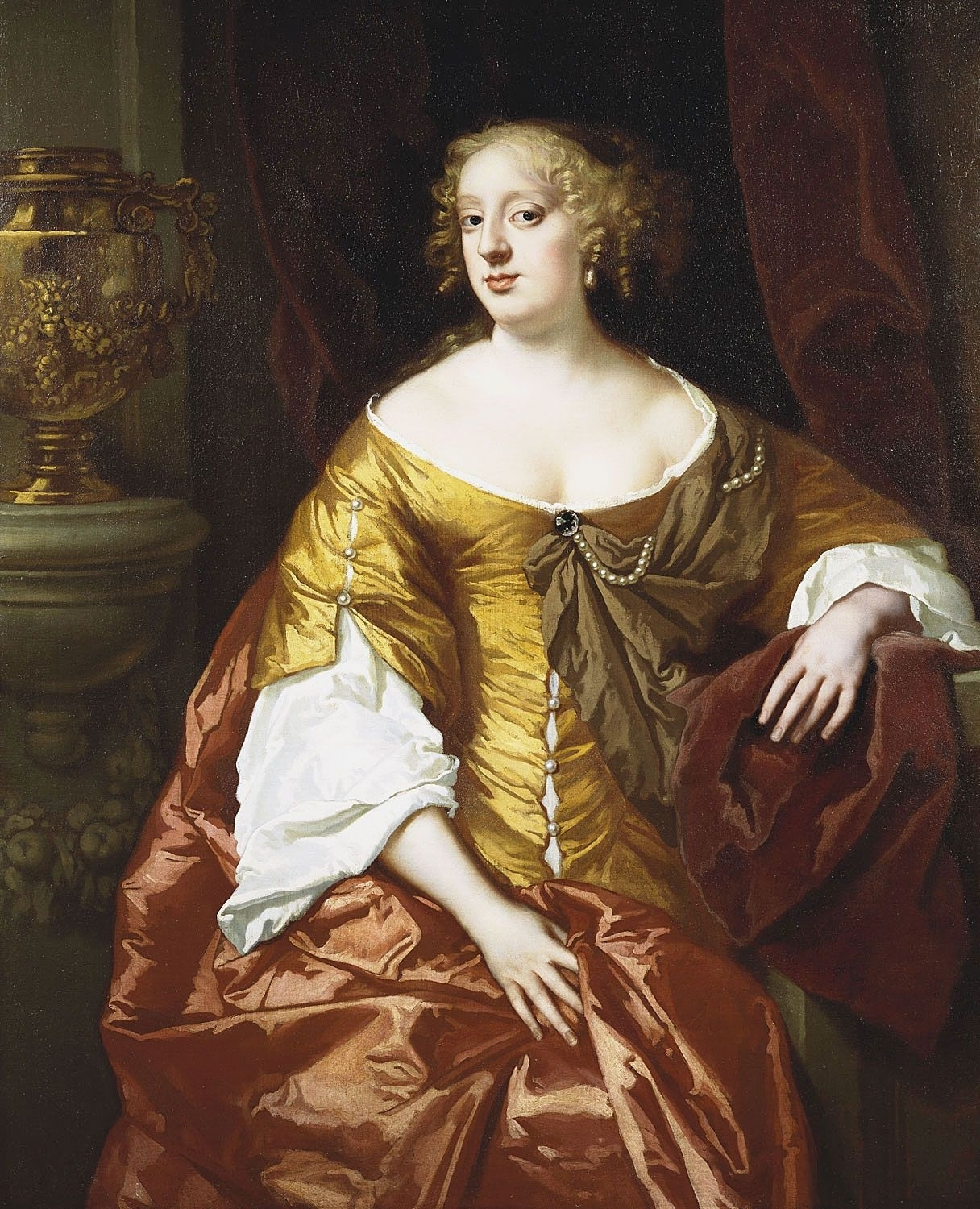
Anne Digby, Countess of Sunderland, bef. 1666
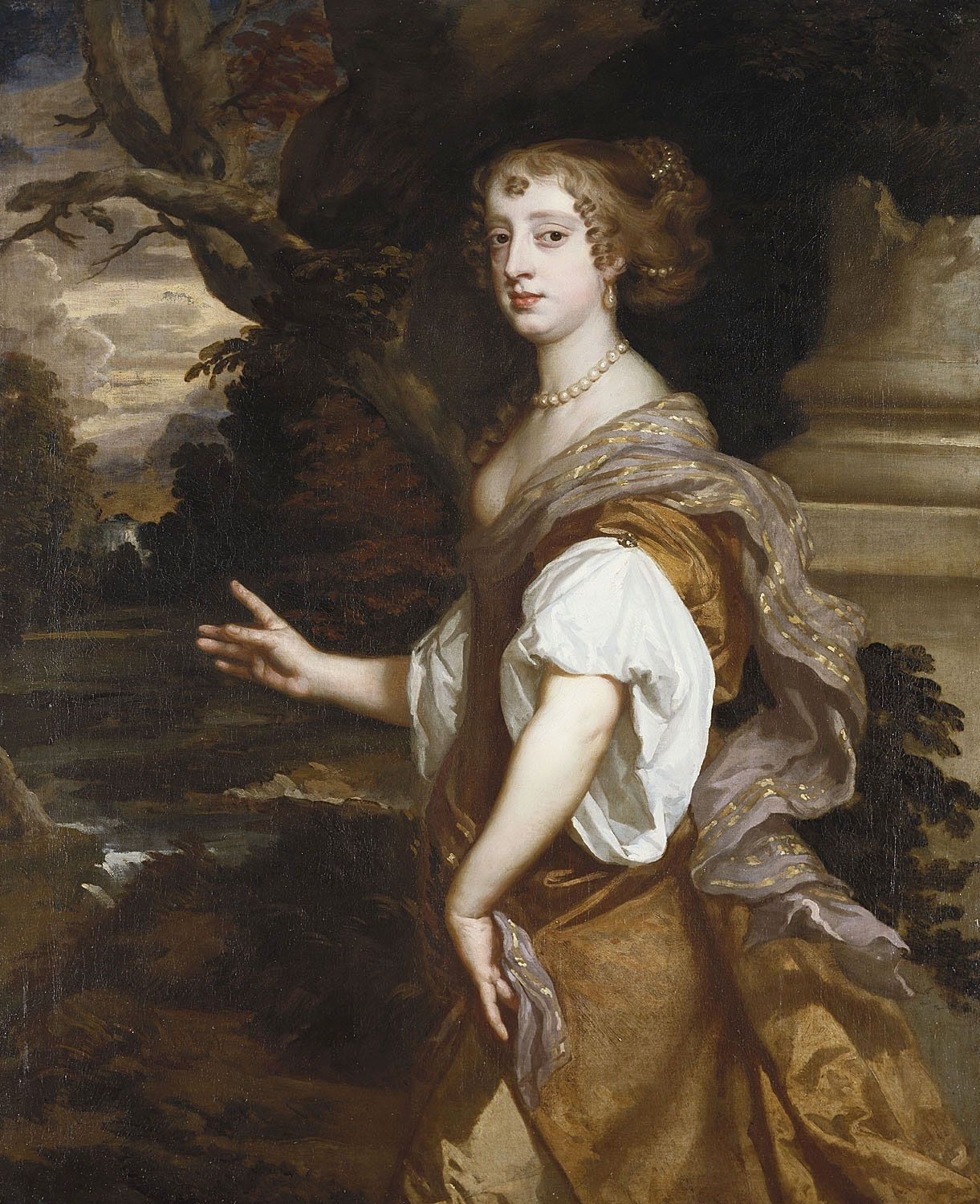
Elizabeth Wriothesley, Countess of Northumberland, 1669
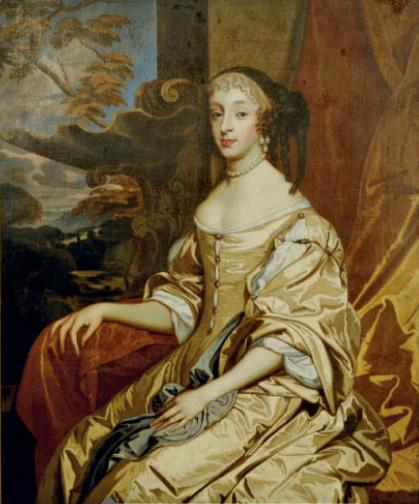
Henriette, Duchess of Orléans, 1662
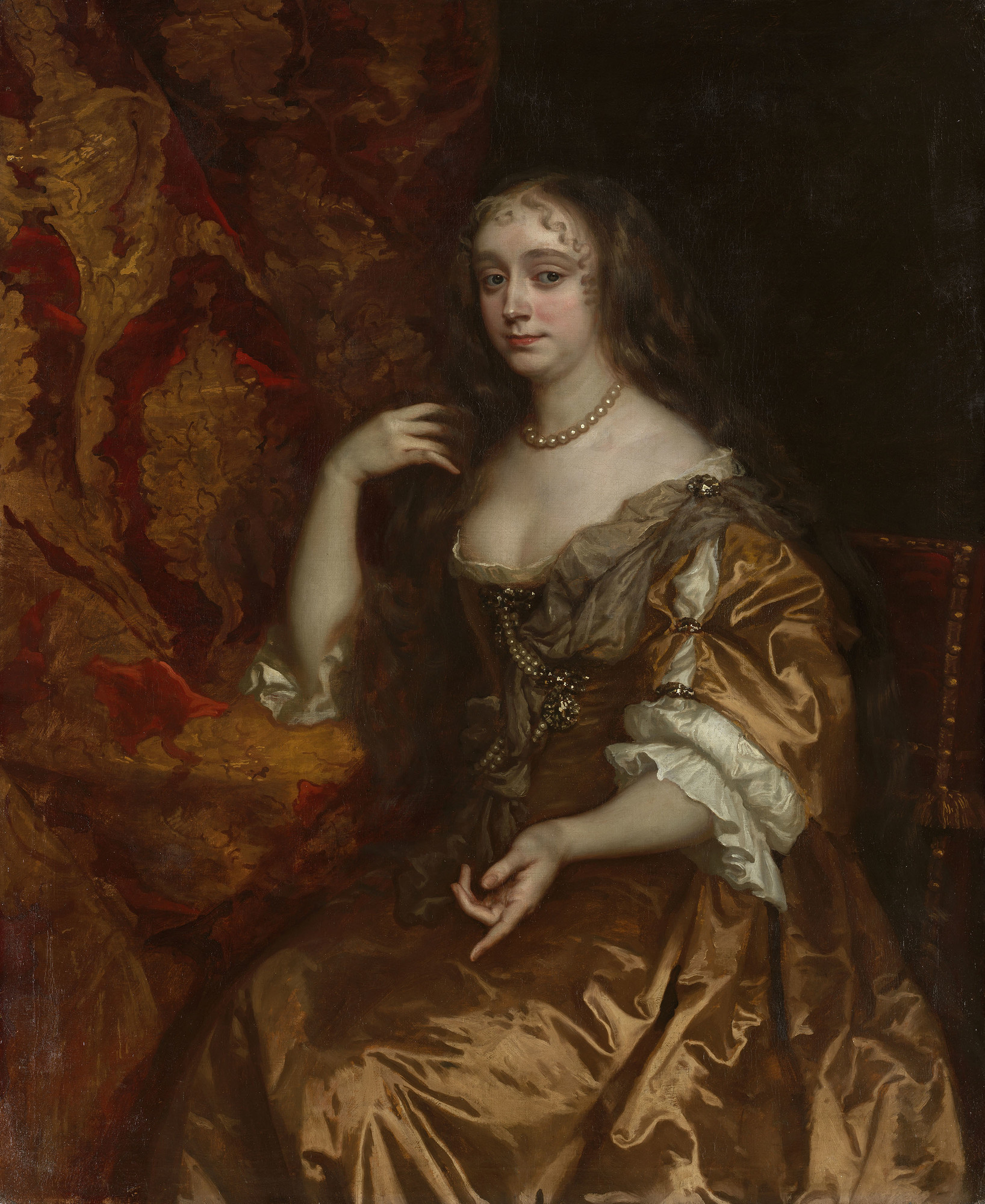
Anne Hyde, Duchess of York, 1662